# Atarba bipunctulata
Atarba bipunctulata är en tvåvingeart som beskrevs av Alexander 1932. Atarba bipunctulata ingår i släktet Atarba och familjen småharkrankar. Inga underarter finns listade i Catalogue of Life.